# Brian David Josephson
Brian David Josephson (sinh năm 1940) là nhà vật lý người Wales. Ông được trao Giải Nobel Vật lý năm 1973 nhờ sự tiên đoán lý thuyết về tính chất của các dòng siêu dẫn, đặc biệt là hiệu ứng Josephson.